# Insula Lord Howe
Lord Howe Island este o insulă de natură vulcanică aflată la 600 km est de coasta Australiei și circa 1.800 km până la punctul cel mai nordic al Noii Zeelande. Insula a fost descoperită în 1788 de către vasul britanic HMS Supply al Primei Flote britanice, comandat de locotenentul Lidgbird Ball, dar a început să fie locuită continuu începând cu 1833 - 1834.
Datorită izolării sale geografice, a faptului că nu a fost niciodată parte a vreunui continent, respectiv a păstrării sistemelui ecologic și a biotopului său în condiții foarte aproape de cele naturale, insula a devenit un punct de puternică atracție turistică. Multe din speciile locale de plante și animale sunt endemice. O specie locală endemică de palmier, Howea, cunoscut local sub numele de palmier kentia este cultivat pentru export, câteva milioane de exemplare fiind exportate anual.